# Badeco
Ivan Manoel de Oliveira, mais conhecido como Badeco (Joinville, 15 de março de 1945), é um advogado e ex-futebolista brasileiro.

## Carreira
O volante Badeco começou a carreira no América de sua cidade-natal, em 1964. Ficou lá até 1967, quando teve uma passagem meteórica pelo Corinthians, disputando apenas dois amistosos. Mas foi no America do Rio de Janeiro que começou a se destacar, ao lado de Edu, assim como na Portuguesa, logo depois.
Defendeu o time carioca entre 1968 e 1973, e no mesmo ano foi para a Lusa, onde, apesar de contestado no início, conquistaria o único título de sua carreira, o Campeonato Paulista de 1973. Os cinco anos que passou lá são considerados os melhores de sua carreira: lá ele foi considerado "um dos melhores jogadores do Brasil na função de proteger seus zagueiros". Foi ainda vice-campeão paulista em 1975.
Depois de deixar o time paulista, em 1978, defendeu no mesmo ano o Comercial, do Mato Grosso do Sul, e o Juventude.
Aposentou-se em 1981, por causa de uma lesão no tendão de Aquiles, e no ano seguinte formou-se em Direito, passando em concurso para ser delegado da Polícia Federal. Hoje trabalha com crianças carentes e advogados recém-formados em uma cooperativa com a Prefeitura de São Paulo.

## Títulos
Portuguesa
- Campeonato Paulista: 1973
- Copa Estado de São Paulo: 1973 e 1976